# Chrysaorium
Chrysaorium était une cité grecque de l'Antiquité située dans l'ancienne Carie, en Anatolie (Asie Mineure), entre Euromus et Stratonicée. À l'époque des Séleucides, Chrysaorium fut le siège de la Ligue chrysaorienne (en). L'assemblée de la Ligue s'y réunissait, dans le temple de Zeus Chrysaorius.
C'est à Chrysaorium que le philosophe Porphyre avait dédié son Isagogè (Introduction aux Catégories d'Aristote), qui devint un manuel de référence pour l'étude de la logique dans l'Occident médiéval.